# Мухаммед ібн Абд аль-Мухсін
Мухаммед ібн Абд аль-Мухсін (араб. محمد بن عبد المحسن آل علي; д/н] — 1818) — 1-й емір Джебель-Шаммара у 1800—1818 роках. Відомий як Мухаммед I.

## Життєпис
Походив з роду Аль-Алі, що входив до клану Джаафар підгрупи Абідин арабського племені Шаммар. Онук шейха Мухаммеда ібн Іси, що заклав основи формування державного утворення. Син Абд аль-Мухсіна, 10-го шейха Аль-Алі. 1792 року спадкував владу шейха. Невдовзі почав військові кампанії з підкорення інших шаммарських кланів. Згодом уклав союз з дірійським еміром Абдул-Азізом ібн Мухаммадом.
1800 року переміг шаммарський клан Аль-Куваї, захопивши Хаїль, який перетворив на столицю емірату Джебель-Шаммар. Тут заклав палац Барзан, що став резиденцією подальших емірів. Також визнав зверхність Дірійського емірату. З 1805 року брав участь у військовим кампаніях проти Мамлюцького Іраку.
У 1811 році у зв'язку з війною дірійців з Єгиптом проти Мухаммед ібн Абд аль-Мухсіна повстав Алі Аль-Рашид, якого втім вдалося здолати, змусивши втікати з Джебель-Шаммару. 1817 року Мухаммед ібн Абд аль-Мухсін рушив на допомогу дірійському еміру Абдуллаху ібн Сауду, що протистояв єгиптянам на чолі із Ібрагім-пашою. 1818 року емір Мухаммед зазнав поразки й загинув. Його голову було відправлено до Стамбулу. Владу перебрав його брат Саліх.